# غوستافو سالسيدو (مجدف)
غوستافو سالسيدو (بالإسبانية: Gustavo Salcedo Ramírez)‏ هو مجدف بيروفي، ولد في 21 يناير 1982 في كاياو في بيرو.

## وصلات خارجية
- غوستافو سالسيدو على موقع الاتحاد الدولي للتجديف (الإنجليزية)
- غوستافو سالسيدو على موقع أوليمبيديا (الإنجليزية)